# Torchitorio (protospatario)
Torchitorio (X secolo – XI secolo) è stato un nobile e sovrano sardo, protospatario.
Vissuto a cavallo tra il X e l'XI secolo, l'unica sua attestazione è in un'epigrafe marmorea recitante:
L'epigrafe fu trasportata presso la chiesa di Sant'Antioco, venendo depositata nelle catacombe poste al di sotto dell'edificio religioso. Egli e l'arconte Salusio sono ritenuti dallo storico Francesco Cesare Casula i possibili avi del primo giudice di Cagliari conosciuto, Mariano I.